# Bałaje (rejon postawski)
Bałaje (błr. Балаі, Balai; ros. Балаи, Balai) – wieś na Białorusi, w obwodzie witebskim, w rejonie postawskim. Wchodzi w skład sielsowietu Kuropole.

## Historia
W 1870 roku wieś w guberni wileńskiej Imperium Rosyjskiego.
Wieś została opisana w Słowniku geograficznym Królestwa Polskiego. Z opisu wynika, że w 1900 roku leżała w gminie Postawy, w powiecie dziśnieńskim. Miała 43 dusze rewizyjne.
W okresie międzywojennym wieś Bałaje leżała w granicach II Rzeczypospolitej w gminie Postawy, a następnie w gminie wiejskiej Woropajewo, w powiecie postawskim, w województwie wileńskim.
Według Powszechnego Spisu Ludności z 1921 roku zamieszkiwały tu 173 osoby, 156 było wyznania rzymskokatolickiego, a 17 prawosławnego. Jednocześnie 21 mieszkańców zadeklarowało polską przynależność narodową, 148 białoruską, a 4 inna. Było tu 30 budynków mieszkalnych. W 1931 w 35 domach zamieszkiwały 223 osoby.
Wierni należeli do parafii rzymskokatolickiej w Drozdowszczyźnie i prawosławnej w Rymkach. Miejscowość podlegała pod Sąd Grodzki w Postawach i Okręgowy w Wilnie; właściwy urząd pocztowy mieścił się w m. Połowo.
Po agresji ZSRR na Polskę w 1939 roku wieś znalazła się w granicach BSRR. W latach 1941–1944 była pod okupacją niemiecką. Następnie leżała w BSRR. Od 1991 roku w Republice Białorusi.
Do 18 grudnia 2009 r. wieś leżała w sielsowiecie Bielki.

## Parafia rzymskokatolicka
W 1928 r. w Bałajach planowano budowę kaplicy filialnej parafii Niepokalanego Poczęcia NMP i św. Antoniego z Padwy w Postawach. Miejscowość leży na obszarze parafii Jezusa Miłosiernego w Postawach. Odbywają się tutaj niedzielne nabożeństwa.